# Jules Detry (ingénieur)
Pour les articles homonymes, voir Detry.
Ne doit pas être confondu avec Jules Detry (chanoine).
 (février 2016).
Jules Detry, né à Saint-Amand-lez-Fleurus le 16 juin 1846 et mort à Bruxelles le 23 juin 1919, est un inventeur, ingénieur, directeur et administrateur de verreries belge.

## Biographie

### Jeunesse
Jules Detry appartient à une ancienne famille namuroise, jadis de Try, comptant de nombreuses personnalités parmi lesquelles Maximilien-François, René-François, Marcel, Arsène ou Ernest Detry (de Try) notamment.
Sa branche est installée à Saint-Amand-lez-Fleurus où son père est un agriculteur renommé, par ailleurs maire de sa commune et conseiller provincial libéral du Hainaut. Diplômé ingénieur des Arts et Manufactures de l'Université de Liège en 1871, Jules Detry est engagé le 1er janvier 1872 aux Verreries Nationales de Jumet et prend ensuite la direction, le 1er janvier 1874 des verreries Bougart à Roux où il semble avoir été très apprécié tant pour ses capacités professionnelles que pour ses qualités humaines[réf. nécessaire].
Le 23 janvier 1877, Jules Detry épouse à Bruxelles Emma Bonehill demeurant avenue Louise, fille et petite-fille d'importants industriels du Hainaut dont il est coutume d'entendre dire à leur sujet « qu'ils sont à Charleroi ce que John Cockerill est à Liège »[réf. nécessaire].
Le jeune couple s'installe au château de Roux et leur vie est mondaine. C'est dans cette propriété que naissent, en septembre 1877, des jumeaux : Nestor et Gaston Detry. Administrateur de la banque de Jumet-Roux, c'est Jules Detry qui en 1878 doit choisir un nouveau directeur gérant et à cet effet, publie des annonces dans la presse. C'est aussi l'année de son départ pour prendre la direction de la verrerie d'Auvelais, et une cérémonie en son honneur est organisée ; la presse[Laquelle ?] relate les festivités : « une très intéressante fête de famille a eu lieu à Roux lundi dernier. On sait que M. l'ingénieur Jules Detry a rempli pendant plusieurs années les fonctions de directeur-gérant aux verreries de Roux. On sait aussi qu'il a fait preuve, dans l'exercice de ses fonctions que les circonstances avaient rendues très difficiles, d'une grande énergie et d'une réelle aptitude industrielle et commerciale. On savait peut-être moins en dehors des populations verrières, qu'à ces qualités qui lui avaient conquis l'estime de ses collègues et des actionnaires, il avait su allier une bienveillance et une sollicitude pour ses ouvriers qui lui avaient attiré toutes les sympathies et lui ont valu, ces jours derniers, un touchant témoignage de leur gratitude. M. Detry, nommé directeur gérant à la glacerie d'Auvelais, et sur le point de transférer sa résidence dans cette commune, a reçu, lundi, une nombreuse députation d'ouvriers des verreries de Roux, chargée de lui exprimer au nom de tous le sincère et vif regret qu'excitait son départ. Comme gage de leur affection, ils l'ont prié d'accepter un cadeau destiné à perpétuer le souvenir des excellents rapports qui n'avaient cessé de régner entre eux et lui depuis qu'il avait été chargé de diriger leurs pénibles travaux. M. Detry s'est montré très sensible à cette marque toute spontanée de la reconnaissance de ses ouvriers. Il leur a dit combien étaient réciproques les regrets de la séparation et avec quel soin religieux il conserverait toute sa vie le précieux souvenir qu'ils avaient bien voulu lui offrir et qu'il acceptait de tout cœur. C'est naturellement le champagne qui a clos cette petite cérémonie dont le principal intérêt réside dans la moralité qui s'en dégage : il est possible à un directeur de montrer à la foi une grande fermeté, une grand exigence pour tout ce qui regarde le devoir et une discipline nécessaire, et d'être en même temps considéré par ses ouvriers comme un père plutôt que comme un exploiteur, comme un ami plutôt que comme un maître »[réf. nécessaire].

### Au cœur de la tourmente scolaire
En 1880, Édouard Bonehill, beau-père de Jules Detry meurt et une grande foule assiste à ses funérailles au cours desquelles divers discours sont prononcés rappelant les mérites du défunt. Le premier est prononcé par M. Josse Goffin, maître de forges à Clabecq, le second par M. Charles Dupret, maître de forges à Marcinelle et président de l'Association des maîtres de forges de Charleroi, et le troisième par M. Joseph Danly, industriel à Auvelais. On y parle de « cette mort inopinée d’Édouard Bonehill, qui a profondément ému le monde industriel. Le nom de Bonehill est étroitement lié à l'industrie de notre bassin, aussi aucun de nos industriels ne manquaient-ils dans l'assistance, parmi laquelle on remarquait également toutes les notabilités politiques, commerciales et financières du pays »[réf. nécessaire].
Succédant à son beau-père comme administrateur de la Société des Glaces d'Auvelais dont ce dernier a été fondateur, Jules Detry y exerce aussi la fonction de directeur-gérant. Fidèle à l'Université de Liège où il a fait ses études, et membre de la section de Charleroi de l'Association des ingénieurs sortis de l'École de Liège, Jules Detry est notamment présent à la réunion de travail du 18 juillet 1881 et, avec son frère Adolphe, à l'Assemblée générale à Liège en 1882. Comme ses frères, Jules, libéral convaincu même s'il a bénéficié d'une éducation chrétienne, encourage, entre 1879 et 1884, l'enseignement officiel au cœur de la guerre scolaire. Il s'engage politiquement comme candidat conseiller provincial pour Namur « au milieu des applaudissements unanimes » de l'Association libérale du canton de Fosses, et ce pour les élections provinciales du 22 mai 1882 pour le canton de Fosses qui dispose d'un siège. Il obtient le 4e score avec 652 voix chez les libéraux mais les catholiques l'emportent et il n'est pas élu.
En 1886, à nouveau candidat, il remporte 1333 voix et se classe en troisième position chez les libéraux mais là aussi n'a pas la chance d'être élu. L'on sait que la crise philosophique est alors profonde et que les querelles entre les deux camps entraînent des excès de part et d'autre, et Jules Detry a même droit à une relation sur ses penchants anticléricaux dans le très sérieux journal L’Écho du Parlement[réf. nécessaire].

### Une notoriété certaine pour la Société des Glaces d'Auvelais
En 1885, Jules Detry est consulté par le Ministère des Travaux publics à propos du nettoyage des chaudières telles celles de la glacerie. Il est signalé[Où ?][Par qui ?] que « le poids de soude consommé est de 960 grammes soit une dépense de o, 34 francs par cheval-vapeur et par mois. Le degré hydrotimétrique de l'eau est ramené de 25 à 6 ou 7 unités, l'évacuation des dépôts est complète et comme l'a déclaré M. Detry, directeur de la fabrique, depuis l'application du procédé mixte, les chaudières ne doivent plus être nettoyées ».
Administrateur du charbonnage du Maugrétout, il est nommé en 1887 séquestre judiciaire. Toujours soucieux d'amélioration, Jules Detry est considéré comme inventeur d'une forme de polissage largement reconnue. Dans sa publication sur les verreries parue à Paris en 1903, Jules Henrivaux précise en effet « en 1888-89, M. Detry, directeur de la glacerie d'Auvelais installa des plates-formes à polir construites par M. Malevez, qui donnèrent bientôt les meilleurs résultats, et qui se répandirent rapidement en Belgique, en France, en Allemagne, en Italie, en Angleterre »[réf. nécessaire]. Tous ces équipements sont évidemment coûteux et c'est une augmentation de capital jusqu'à concurrence de cinq cent mille francs en vue de l'agrandissement de l'usine, qui est votée lors de l'assemblée générale extraordinaire convoquée par Jules Detry, en mai 1888. Ces projets industriels de premier plan font toutefois à la suite des terribles mouvements sociaux de l'année 1886 au cours de laquelle une fusillade sur des grévistes à Roux le 29 mars cause la mort de douze personnes, et le sac de plusieurs établissements industriels.
À la suite de ces tragiques événements a lieu à Auvelais, le 7 septembre 1886, la réunion de la section C de la Commission du Travail, dont les membres du bureau sont notamment le baron Ernest Fallon, député permanent de Namur, le baron Guillaume de Giey et Louis Gochet, les conseillers provinciaux pour le canton de Fosses, et Ernest Mélot, sénateur et représentant de Namur, et par ailleurs cousin par alliance de Jules Detry. Quarante témoins viennent déposer sur les conditions de vie des ouvriers et la situation économique du moment, et les revendications sont larges et multiples. Les houilleurs d'Auvelais demandent la réduction de leur journée à huit heures. « Les stocks de charbon sont immenses disent-ils, et les patrons ne savent pas les écouler. Nous ne gagnons pas suffisamment pour notre subsistance et celle de notre famille ; nous demandons à être augmentés. Nous demandons l'instruction gratuite, laïque et obligatoire, tant pis pour la liberté du père de famille, si elle en souffre. Nous demandons que les femmes ne soient plus admises dans les fosses, tant pis si elles n'ont pas d'autre moyen de subsistance. Nous demandons que les enfants ne soient plus admis au travail avant quatorze ans, tant pis pour les veuves qui n'ont d'autre moyen de subsistance que le petit salaire de leurs enfants. Nous demandons le service personnel, tant pis pour les déshérités auxquels le système actuel permet de gagner 1600 francs en faisant le service militaire d'un autre (...). Nous demandons le suffrage universel ».
Témoignent alors plusieurs patrons dont Jules Detry qui signale que « les manœuvres gagnent chez lui 2, 25 francs par jour, les ouvriers de toutes sortes, de 3 à 3, 75 francs. Le prix de vente a baissé de 5 francs au mètre, tant à cause de l'excès de production à l'intérieur que des droits prohibitifs établis à l'entrée par la Russie »[réf. nécessaire]. En février 1890, divers aménagements apportés par Jules Detry à la Glacerie d'Auvelais sont inaugurés au cours d'un rassemblement dont la presse[Laquelle ?] se fait l'écho : « une manifestation tout intime réunissait, samedi dernier, le personnel de la Société anonyme des glaces d'Auvelais, chez son directeur-gérant, M. Jules Detry. L'achèvement complet des magnifiques installations de cette Société, qui est placée aujourd'hui au premier rang des installations similaires de notre pays, a fourni au personnel de cet important établissement l'occasion, depuis longtemps, attendue, de prouver à son directeur, l'estime qu'il lui inspirait, en même temps que l'affection dont il était entouré ».
Cette année-là aussi, il est repris avec son cousin Léon Detry, industriel à Gembloux et futur bourgmestre de sa commune, sur la liste des « Commerçants de l'arrondissement de Namur formée pour servir à l'élection des membres du Tribunal de commerce ».

### Jules Detry, inventeur
En avril 1891, Jules Detry mandate le sieur Bédé, ingénieur conseil en matière de propriété intellectuelle établi rue Philippe le Bon à Bruxelles, en vue de déposer pour lui un brevet d'invention au Ministère de l'Agriculture, de l'Industrie et des Travaux publics. Le dépôt se fait le 25 avril au Greffe du Gouvernement provincial du Brabant et le Mémoire descriptif déposé à l'appui et signé par Jules Detry précise qu'il s'agit de « Perfectionnements apportés au mode de chauffage des carcaisses par le gaz ». Il donne les détails suivants : « actuellement, le gaz nécessaire au chauffage de la carcaisse est introduit dans celle-ci par une ouverture unique. L'invention, objet de la présente demande de brevet consiste dans l'emploi pour cette introduction de gaz, d'une plaque perforée grâce à laquelle le gaz pénètre dans la carcaisse à l'état de division extrême et sur une grande surface, ce qui facilite la combustion et donne non seulement une chauffe plus uniforme de la carcaisse mais une consommation moindre de gaz pour une meilleure recuisson des glaces. Tout home compétent connaît les inconvénients inhérents à l'ancienne ouverture unique et est à même d'apprécier les résultats et avantages industriels provenant de la présente invention. Les dessins ci-annexés ont pour but d'illustrer à titre d'exemple une réalisation de la présente invention ». On le voit, Jules Detry n'a de cesse de se consacrer à son industrie, de souhaiter le meilleur de la technique, que ce soit pour le rendement mais aussi pour le confort de tous ceux qui participent à ces aventures industrielles.
Fin de l'année, se prépare, un an et demi à l'avance, la participation de certaines sociétés belges à l'Exposition internationale de Chicago, la Columbian World's Fair qui se déroule du 1er mai au 30 octobre 1893. Fort des qualités qui lui sont reconnues[réf. nécessaire], Jules Detry est désigné comme membre de la Commission belge créée pour l'occasion sous la présidence de M. Vercruysse, membre de la Chambre des Représentants et industriel à Gand, et aux côtés des grands industriels du moment : les Berryer, Ancion, Duesberg, Greiner, Lonhienne ou Simonis. Cet événement majeur de la fin du XIXe siècle est organisé en vue de fêter le 400e anniversaire de l'arrivée de Christophe Colomb dans le Nouveau Monde.
L'exposition, par son ampleur et sa fréquentation (27 millions de visiteurs), dépasse toutes celles qui ont précédé. Quarante-six pays y participent dont la Belgique et notamment Jules Detry pour les Glaceries d'Auvelais. Les pavillons et constructions mis en place sont pharaoniques, et certains d'entre eux sont construits par Elias Disney et inspirent par la suite son fils, Walt Disney... L'impact de cette foire sur l'industrie, les arts, l'architecture est colossal et c'est à cette occasion que la première grande roue de l'histoire voit le jour, clin d'œil surdimensionné à la tour Eiffel, inaugurée, elle, pour l'Exposition universelle de Paris en 1889.
Le 9 octobre 1893 la fête de clôture se déroule en plein air et attire 700 000 personnes. Mais entre-temps, Jules Detry doit faire face à un, puis deux, événements inattendus. Le premier, tient au monde de la concurrence qui est rude, car la main d'œuvre est de plus en plus difficile à trouver et les revendications sociales de plus en plus contraignantes. La société que dirige et dont est administrateur Jules Detry, engage des ouvriers de fabriques concurrentes à rejoindre la Glacerie d'Auvelais. Et les conséquences ne se font pas attendre... La société des Glaces d'Auvelais est condamnée pour concurrence déloyale envers la Société des Glaces nationales. Sous ce titre, ce cas fait jurisprudence : « Concurrence déloyale. Embauchage d'ouvriers. Est tenue à réparation, du chef de concurrence déloyale, la société qui, à la suite de manœuvres exercées en son nom par ses agents et dont elle s'est sciemment approprié le bénéfice, a embauché un certain nombre des ouvriers d'une autre société rivale, en les engageant à violer les contrats qui les lient envers cette dernière et en leur promettant de les garantir des conséquences de cette violation »[réf. nécessaire].
Le second événement aurait pu être fatal.

### Un attentat à la dynamite à Namur
C'est sous ce titre que le journal parisien Le Gaulois signale « qu'un attentat à la dynamite a été commis hier soir, au château de M. Detry, directeur de la Glacerie d'Auvelais, à Jemeppe-sur-Sambre. M. Detry et sa famille se trouvaient dans la salle à manger quand l'explosion s'est produite ; elle a occasionné un bruit formidable que l'on a entendu a plus de dix kilomètres. La cartouche de dynamite était placée sur le rebord d'une fenêtre de cette pièce, tous les meubles ont été complètement brisés. La force de l'explosion a fait effondrer en partie le plafond. Les éclats de verre et le démantèlement des boiseries ont atteint Mme Detry et sa sœur, qui ont été assez sérieusement blessées. M. Detry n'a pas été atteint. L'auteur de cet acte criminel est entré vers huit heures du soir dans la propriété de M. Detry, pour aller placer la cartouche sur la façade du château, éclairée par la lumière électrique ; le directeur de la glacerie d'Auvelais se rappelle parfaitement avoir entendu un léger bruit près de la fenêtre, quelques minutes avant l'explosion »[réf. nécessaire]. 
C'est la stupeur qui est de mise pour tous, car on l'a vu, Jules Detry est un patron aimé, social, et rien ne laissait présager un acte de cette violence[réf. nécessaire]. La Gazette de Charleroi qui évoque l'événement avec force détails signale de son côté : « on se perd en conjectures pour deviner l'auteur de cet attentat odieux. M. Detry est un directeur modèle et aimé de son personnel ouvrier ; il est, on ne peut mieux vu dans sa commune. Le Parquet de Namur composé de MM. Descamps, procureur du Roi et Masy, juge d'instruction, est arrivé sur les lieux, mardi, à midi. Les soupçons ne pèsent sur personne. Le lendemain de l'attentat, mardi matin, M. Detry s'est rendu à l'usine et a été salué avec une sympathie particulière par tous ses ouvriers »[réf. nécessaire]. Le Courrier de l'Escaut, de son côté, donne des précisions supplémentaires qui permettent de comprendre que c'est indirectement que Jules Detry est visé. Le quotidien précise en effet que « l'explosif utilisé est une de ces cartouches de dynamite que les ouvriers emploient dans les charbonnages. En 1889, la maison du chef de fabrication Lacroix avait été dynamitée. Quelques jours après ce premier attentat, M. le Directeur Detry avait reçu une lettre anonyme l'avertissant qu'il serait victime du même crime s'il refusait de congédier immédiatement son employé. Cependant la meilleure entente règne dans la glacerie entre chefs et ouvriers. Les salaires sont rémunérateurs et les commandes sont suffisantes pour permettre de continuer la fabrication sans interruption. On suppose donc que le coupable voulait satisfaire des sentiments de vengeance personnelle »[réf. nécessaire].
Dans les jours qui suivent, il est précisé[Par qui ?] que le Parquet est descendu sur place et que des perquisitions sont faites de maison en maison « où il est remarquable de constater que dans presque chacune d'entre elles se trouve de la dynamite »[réf. nécessaire]. Quinze jours plus tard, force est de constater que « malgré les investigations les plus ardues, les auteurs de l'attentat commis chez M. Detry n'ont toujours pas été retrouvés par la Justice et qu'il semble que M. Detry ait reçu une lettre de menace. La fabrique de Glaces d'Auvelais offre une prime de 5 000 francs à qui aidera à les retrouver »[réf. nécessaire]. 
En mars une descente du Parquet a lieu à la suite d'une dénonciation anonyme contre un employé de la Glacerie mais la presse signale ensuite « qu'on ne croyait guère d'ailleurs à la véracité de cette dénonciation. Peut-être l'auteur de cette lâcheté veut-il égarer les recherches de la justice ? »[réf. nécessaire]. Outre la presse belge, tant francophone que néerlandophone, qui fait écho à cet événement, et celle, française citée, plusieurs journaux autrichiens et même un journal hongrois de langue allemande relate l'événement[réf. nécessaire]. 
Le mystère n'a jamais été élucidé. Sans doute, comme évoqué par la presse, la vengeance contre le collaborateur que Jules Detry n'a pas licencié ou peut-être l'œuvre d'un désespéré annonçant les prochaines grèves qui ont lieu en juin de cette année-là à la suite des diminutions de salaires des ouvriers.

### Une renommée internationale
Après avoir représenté la Belgique à Chicago, Jules Detry est à l'Exposition internationale d'Anvers en 1894, où il signale « que l'Agence générale de vente est située rue de Jéricho, 7 à Bruxelles, et que les marchandises qui peuvent être fournies varient de glaces brutes de toute épaisseur pour toitures, dallages, de glaces polies en blanc pour miroiterie et vitrages, de grandes vitrines, de glaces épaisses, minces, étamées, argentées, biseautées, gravées, mais encore de plaques de portes, hublots etc »[réf. nécessaire]. Il est en outre précisé[Où ?] que la Société a obtenu des médailles aux Expositions de Paris, Londres, Amsterdam, Vienne, Philadelphie, Sydney et Melbourne. A Anvers aussi la Société est remarquée et distinguée[réf. nécessaire], et à la suite de cette participation, Jules Detry est nommé chevalier de l'ordre de Léopold[réf. nécessaire]. 
Entre-temps, Jules Detry doit faire face, comme le titrent les journaux[réf. nécessaire] « à un terrible incendie » à l'usine. En effet, « la commune d'Auvelais a été mise en émoi, hier, par un terrible incendie qui s'est déclaré, dans les établissements de la manufacture de glaces placée sous la direction de M. Detry. Le feu, qui avait pris naissance dans les locaux où se font les emballages, s'est rapidement communiqué aux magasins des verres finis. Il avait été aperçu par quelques habitants qui donnèrent aussitôt l'alarme ; mais alors déjà, il sévissait avec une telle violence qu'il semblait impossible de le circonscrire. Des secours furent organisés et les autorités communales arrivèrent sur les lieux. Les dégâts sont fort importants. D'après une estimation très sommaire, ils dépasseront de beaucoup une centaine de mille francs. Il est en tout cas certain que plusieurs centaines d'ouvriers resteront ans ouvrage durant plusieurs mois »[réf. nécessaire].
Mais il en faut plus à l'ingénieur et à l'industriel actif pour se laisser abattre. Les plaies sont pansées, les commandes redémarrent et malgré ces préoccupations, Jules continue à s'intéresser de près à la politique. Le 18 janvier 1899, il est présent à l'invitation du Cercle démocratique à une conférence au salon Wartique, du député progressiste Gillard, de Namur. Ce dernier expose la politique du moment et développe dans les grandes lignes le programme progressiste. Il « flétrit la majorité cléricale à laquelle il reproche la ruine de l'enseignement officiel, le gaspillage de l'argent des contribuables par l'adoption de l'école de huit nonnettes qui grossissent tous les ans la caisse de la maison-mère de Champion »[réf. nécessaire]. Il préconise le système de la nation armée plutôt que de la loterie du tirage au sort, et se prononce vivement pour le suffrage universel pur et simple. 
La Glacerie d'Auvelais dirigée par Jules Detry poursuit son activité mais la presse relate[réf. nécessaire] « que le résultat financier de l'année 1898-1899 a été inférieur au précédent. La production s'est maintenue dans les limites précédentes, 135 000 à 140 000 mètres carrés, mais le prix de revient a été un peu plus élevé par suite d'une hausse des salaires et le prix de vente moyen a subi une réduction de 1 franc 17 au mètre carré. De plus, Auvelais a souffert comme les usines similaires de l'exode des ouvriers spécialisés. Cette émigration a eu pour conséquence une moins bonne qualité des produits fabriqués. Le dividende est toutefois de 40 francs ». L'Assemblée générale de la Société des Glaces d'Auvelais a lieu le 10 septembre 1901 et il est précisé « que le Conseil s'est principalement attaché à rendre la production de la nouvelle usine plus rémunératrice ; grâce à ces efforts, le prix de revient a pu être réduit de telle sorte que la situation financière est beaucoup meilleure que précédemment. L'ancienne usine de la société a pu être remise en marche récemment »[réf. nécessaire]. Mais des modifications importantes sont voulues au niveau du personnel, et Jules Detry qui dirige avec succès la fabrique depuis un près d'un quart de siècle, ne les accepte pas, et la presse relate « qu'à la suite de remaniements apportés dans le personnel technique, M. Detry, administrateur-gérant, qui ne partageait pas la manière de voir du Conseil, a abandonné son poste »[réf. nécessaire].
Il est toutefois toujours membre de la Société des délégués des Glaceries belges, assiste aux réunions qui sont organisées, et où sont présents MM. Despret et Misonne pour les glaceries de Floreffe, Robert et Philippot pour celles de Moustier, Franz Houtart pour la Glacerie d'Oignies, MM Leclerc et Henin, pour celle de Charleroi, Février et Verlinden représentant les Glaces néerlandaises et Camberousse pour Saint-Gobain. La séance du 22 janvier 1903 est particulièrement importante car il y est question du refus des Glaceries Nationales d'une fusion générale des Glaceries. Les délégués des différents conseils d'administration autour de la table, dont Jules Detry pour Auvelais en tant qu'administrateur ce qu'il était aussi et non plus directeur gérant, déclarent à l'unanimité qu'ils sont favorables au projet de fusion et prêts à se soumettre à une assemblée générale extraordinaire de leurs sociétés respectives. Toutefois eu égard à l'absence de volonté des Glaceries nationales de vouloir examiner ce projet, la convocation d'assemblées générales parait prématurée. Ils précisent que « regrettant l'attitude du Conseil des Glaces Nationales si préjudiciable à l'intérêt de tous les porteurs d'actions de glaceries, elle émet le vœu de voir la question de la fusion retenir l'attention de tous les capitalistes intéressés dans l'industrie des glaces »[réf. nécessaire].
Actionnaire des Habitations à bon marché de la Basse Sambre, Jules Detry est encore en 1905 un des conférenciers retenus pour la « Journée libérale du 7 mai », au salon Wartique à Auvelais. La même année, lors de l'Exposition Universelle et Internationale de Liège, la Belgique s'enorgueillit encore de posséder « sept fabriques de glaces, dont cinq dans la province de Hainaut et deux dans celle de Namur. Elles peuvent produire annuellement environ 1 1/2 million de mètres carrés. Les neuf dixièmes des glaces fabriquées sont expédiées à l'étranger, principalement en Angleterre, en Hollande, aux États-Unis, en France, en Allemagne, en Autriche, en Australie, en Suisse, dans l'Amérique latine »[réf. nécessaire]. 
Le 15 octobre 1912, lors de l'Assemblée générale ordinaire des actionnaires de la Société des Glaces d'Auvelais, le rapport[Lequel ?] établit que « la situation du marché des glaces a été moins satisfaisante et que la Convention internationale des Glaceries a été amenée à augmenter le nombre des jours de chômage, qui s'est élevé à 142 contre 109 en 1910-1911 (...). Les frais de main d'œuvre et de transport ont connu une notable augmentation (...). Les résultats de l'exercice ont donc été influencés défavorablement, mais le Conseil déclare que la situation actuelle permet d'envisager l'avenir avec confiance. Le bilan présente un bénéfice brut de 1 434 690,41 francs ». Il est encore précisé « qu'à l'unanimité, MM. Jules et Gaston Detry, respectivement administrateur et commissaire sortants, sont réélus ». 
Âgé de soixante-six ans en 1912, on pourrait penser que Jules Detry prenne ses distances avec les affaires professionnelles. Il n'en est rien et il est toujours bien qualifié « d'industriel à Bruxelles » lorsqu'il se lance dans une nouvelle aventure en tant qu'administrateur de L'Union Continentale Commerciale des Glaceries. Fondée le 26 décembre devant Maître Édouard Van Halteren, notaire à Bruxelles, cette société anonyme a pour objet le « commerce, par achat et vente, directement ou à titre d'intermédiaire ou par toutes combinaisons d'ententes, d'accords ou autres, des glaces, dalles, verres de toutes sortes et produits similaires, ainsi que de tout produits ou sous produits en dérivant, ou matières premières s'y rattachant d'une façon quelconque »[réf. nécessaire]. Le capital est de 2 000 000 de francs représenté par 4 000 actions de 500 francs chacune. Elles sont souscrites entre autres par la Société Anonyme des Glaces d'Auvelais, mais aussi par les Sociétés de Glaces de Roux, Moustier-sur-Sambre, Floreffe, Saint-Gobain, Aiseau et Aniche en France, mais encore par les Compagnies Réunies des Glaces et Verres spéciaux du Nord de la France, de la Société Glassund Spiegel Manufactur à Gelsenkirchen-Schalke, de la Société Anonyme des Glaceries et Charbonnages de Bohème, de la Nouvelle Société des Glaceries Néerlandaises, de la Société Lambotte et Cie à Herzogenrath, près d'Aix-la-Chapelle, et de la Société Rheinische Spiegelglasfabriek à Eckam[Quoi ?], près de Ratingen. Si le conseil d'administration n'est composé que de cinq administrateurs dont Jules Detry, dix-sept commissaires sont nommés parmi lesquels Frédéric Drion et Oscar Misonne.
La période qui s'annonce, veille de la Première Guerre mondiale, anéantit bien des projets. Indiscutablement, Jules Detry a connu les belles années des verreries belges, certes marquées par des mouvements sociaux importants, mais aussi et avant tout par l'éclosion de prouesses techniques, de l'essor industriel, de la fierté nationale. Si en 1913, la Belgique exporte encore 201 561 tonnes de verre, en 1934 c'est quarante pour cent de moins. En 1921, 20 509 ouvriers assurés travaillent dans ce secteur et plus que 13 672 en 1935. 
La problématique des fusions reste entière jusqu'à nos jours et ne cesse de faire couler de l'encre que l'on soit pour ou que l'on soit contre. Installé à Bruxelles dès avant 1907 dans une demeure de la rue Froissart, non loin du quartier Léopold alors à la mode, Jules Detry y meurt en 1919 et ses funérailles civiles ont lieu, selon sa volonté, dans l'intimité. Il est inhumé dans un caveau toujours subsistant au cimetière de Bruxelles à Evere. Quinze ans après sa mort, son souvenir semble encore présent dans l'industrie verrière car lors du décès de Jules Philippot, administrateur de la Glacerie de Moustier-sur-Sambre, le journaliste qui relate les funérailles précise : « avec Jules Detry et Joseph Danly et, plus tard, Jules Henin et Arthur Limelette, il fut un des grands animateurs de l'Industrie des Glaces en Belgique »[réf. nécessaire].